# Szyszki (rejon miorski)
Szyszki (biał. Шышкі; ros. Шишки) – wieś na Białorusi, w obwodzie witebskim, w rejonie miorskim, w sielsowiecie Mikołajewo.

## Historia
W czasach zaborów wieś w gminie Mikołajewo, w powiecie dzisieńskim, w guberni wileńskiej Imperium Rosyjskiego. Pod koniec XIX wieku należała do dóbr Hołomyśl, własność Mirskich.
W latach 1921–1945 wieś leżała w Polsce, w województwie wileńskim, w powiecie dziśnieńskim, w gminie Mikołajów.
Według Powszechnego Spisu Ludności z 1921 roku w 6 domach  mieszkało tu 51 osób deklarujących białoruską przynależność narodową, 6 wyznania rzymskokatolickiego i 45 prawosławnego, natomiast w 1931 w 8 domach mieszkało tu 45 osób.
Wierni należeli do parafii prawosławnej w Hołomyślu lub rzymskokatolickiej w Dziśnie. Miejscowość podlegała Sądowi Grodzkiemu w Dziśnie i Okręgowemu w Wilnie a urząd pocztowy mieścił się w Mikołajowie.
W wyniku napaści ZSRR na Polskę we wrześniu 1939 miejscowość znalazła się pod okupacją sowiecką. 2 listopada została włączona do Białoruskiej SRR. Od czerwca 1941 roku pod okupacją niemiecką. W 1944 miejscowość została ponownie zajęta przez wojska sowieckie i włączona do Białoruskiej SRR.
Od 1991 w składzie niepodległej Białorusi.